# Porečanka
Porečanka (ali Poreška, italijansko Parenzana) je poslovenjeno italijansko ime nekdanje ozkotirne železniške proge (širine 760 mm) med Trstom in Porečem, ki so jo Slovenci in Hrvati imenovali Istrijanka. Obratovala je med letoma 1902 in 1935.

## Etimologija
Ime proge je izpeljano iz latinskega imena Parentium, kot se je Poreč (ital. Parenzo, nem. Parenz) imenoval v rimskih časih. Po njem se je proga ob dograditvi uradno imenovala Poreška proga oziroma Parenzaner, zatem Istrska železnica ali TPC (Trieste - Parenzo - Canfanaro) po v avstro-ogrskih nikoli uresničenih načrtih, da bi jo zgradili vse do Kanfanarja.

### Poimenovanja
Istrijani so ji pravili kar Istranka oz. Istrijanka ter vinska oz. vinogradniška železnica. Ob priključitvi Istre k Kraljevini Italiji so jo uradno preimenovali v La Parenzana vendar domačini tega imena, ki je bilo povezano z italijanskim iredentizmom, niso sprejeli. To poimenovanje se je med Slovenci uveljavilo šele po veliki priselitvi ljudi iz osrednjega dela Slovenije, ko istrske proge že davno ni bilo več. Ohranjeno hrvaško poimenovanje proge je tudi Porečka.

## Trasa
Proga se je pričela na tržaški postaji Sv. Andreja (Campo Marzio, kjer je danes tržaški železniški muzej), kmalu zatem se je pri Škedenj (Trst) odcepila od trase Bohinjske proge, stekla skozi Milje in v Škofijah vstopila na današnji slovenski del Istre. Najprej se je usmerila proti Dekanom, se obrnila proti Kopru in nato ob nekdanji obalni cesti dosegla Izolo, nadaljevala mimo današnjega Jagodja skozi predor pod Belvederjem v Strunjan, skozi predor v Portorož in do Lucije ter do Sečovelj, kjer je prečkala reko Dragonjo in vstopila na današnji hrvaški del Istre. Tam je najprej tekla proti zahodu proti vasi Valica, kjer je stala savudrijska železniška postaja, nato pa se je obrnila na vzhod proti notranjosti Istre, se povzpela mimo Buj do Grožnjana, kjer je v predoru Kalcini pri 293 m nadmorske višine dosegla najvišjo točko na celotni trasi. Zatem se je spustila do Livad, tam prečkala Mirno in se usmerila proti zahodu. Sledil je še en vzpon mimo Motovuna do Vižinade do Baldašev (273 m nad morjem), nato pa se je proga začela spuščati, stekla čez Višnjan in po 123 km celotne dolžine dosegla Poreč. S tem je bila ena daljših ozkotirnih železniških prog v Evropi.
Kljub prvotnim načrtom in prizadevanjem umaških oblasti ni bil nikdar zgrajen krak med Umagom in Valico. Piranski trolejbus (1909), od leta 1912 pa tramvaj sta povezala železniško postajo v Luciji s Piranom. Ker je bil tudi Portorož takrat znani zdraviliški kraj, so lokalno postajališče za goste šele dve leti po odprtju proge uredili kar v zasebni vili ob progi.

## Zgodovina
Ko je avstrijski zakon dovolil gradnjo krajevnih ozkotirnih železnic, so okoli leta 1880 bile izdelane prve analize izgradnje takšne proge v zahodni Istri. Že leta 1888 jo je pričela načrtovati berlinska družba Sanderop & comp. pod vodstvom grofa Petra Waldersteina, obenem pa je svoje načrte pripravljalo tržaško podjetje Luigija Buzzija.
Gradbeno dovoljenje je bilo izdano šele leta 1898. Leta 1900 je bila na Dunaju ustanovljena družba TPC, ki jo je vodil primorski deželni glavar Ludovico Rizzi, in še istega leta se je pričela gradnja. Odsek med Trstom in Portorožem sta gradili tržaški podjetji Butoraz in Zifer, odsek med Portorožem in Bujami ljubljansko podjetje Filipa Zupančiča, odsek med Bujami in Vižinado dunajska podjetja Brunetti, List in Radl, odsek med Vižinado in Porečem pa so zaupali Pellegriniju in Strohmeierju, prav tako z Dunaja.
Odsek med Trstom in Bujami je bil svečano odprt (predstavniki Italijanov so otvoritev bojkotirali zaradi dvojezičnih napisov ob progi) 1. aprila 1902, prvi vlak med Bujami in Porečem pa je zapeljal 15. decembra istega leta. Najprej zaradi pomanjkanja denarja, zatem pa zaradi bližajoče se 1. svetovne vojne ni bil nikdar zgrajen sicer načrtovani podaljšek do Kanfanarja, kjer bi se proga priključila železniški povezavi med Divačo, Rovinjem in Puljem. 
Proga je krajem ob njej prinesla občuten gospodarski napredek. Po njej so prevažali predvsem kmetijske pridelke, ki so se prodajali na tržaški tržnici. Poleg tega je služila še prevozu rib, soli, izdelkov piranske kemične industrije ter kamna iz kamnolomov v Grožnjanu, Momjanu in Kanegri. Med 1. svetovno vojno so po njej prevažali tudi vojsko in hrano za oskrbo Istre.
Po koncu 1. svetovne vojne je bila celotna Istra priključena Italiji, ki je prevzela tudi upravljanje proge. Sedež družbe se je z Dunaja preselil v Pulj, iz notranjosti Italije pa so pripeljali tako nove lokomotive kot večji del osebja. Približno desetletje je železnica še poslovala rentabilno, nato pa je ob izbruhu gospodarke krize ter zaradi vedno konkurenčnejšega pomorskega in avtobusnega prometa začela prinašati izgubo, zato je iz Rima prišel ukaz o zaprtju proge. S tem dejanjem je fašistični režim obenem močno prizadel pretežno slovensko in hrvaško prebivalstvo istrskega zaledja in jih tako pognal s trebuhom za kruhom. Zadnji vlak je zapeljal 31. avgusta 1935. Vozni park so prodali železnicam drugod po Italiji, zlasti na Sicilijo. Dokaj je razširjen mit, ki pa nima preverjene podlage, da naj bi bile tračnice razstavljene, da bi jih prepeljali v takratno italijansko kolonijo Etiopijo. Do tja naj ne bi nikoli prispele, ker naj bi ladja potonila v Sredozemskem morju.
Med obratovanjem železnice se je zgodilo več manjših nesreč,  poleg človeškega faktorja je nekaterim botrovalo tudi dejstvo, da projektanti iz notranjosti Avstro-Ogrske niso poznali vseh zakonitosti lokalne mikroklime. Močni sunki burje so tako nekajkrat povzročili iztirjenje vlaka pri Miljah. Najhujša takšna nesreča se je zgodila 31. marca 1910, ko je vlak pod seboj pokopal tri ljudi in jih več ranil. Do podobne nesreče, ravno tako v bližini Milj, je prišlo še leta 1916, vendar podatki o žrtvah niso znani. Leta 1917 so ruski vojni ujetniki na danes hrvaškem delu trase namerno iztirili vlak, ki je pod seboj pokopal strojevodjo in kurjača.
Do najbolj tragičnega dogodka v zgodovini te železniške proge pa je prišlo 19. marca 1921 ob 18.20. Skupina fašistov, ki je bila na poti v Trst, je v Strunjanu kar z vlaka streljala na skupino otrok, ki so se igrali ob progi. Dva sta bila ubita, dva pohabljena in trije ranjeni. V spomin na ta dogodek je Božidar Tvrdy napisal pesem Za Šentjanom je utonilo sonce Arhivirano 2014-10-08 na Wayback Machine..
Po vojni so je pojavilo več zamisli, da bi železnico za potrebe turizma vsaj delno obnovili, vendar tega niso nikdar uresničili. Zadnja takšna pobuda je prišla leta 2003 iz Hrvaške, kjer so ustanovili društvo Parenzana za obnovitev proge.
Uresničitev teh načrtov se trenutno ne zdi verjetna. Slovenski del trase so ob pripravah na stoletnico odprtja s finančno pomočjo Evropske unije pričeli preurejati v rekreativno Pot zdravja in prijateljstva. Do sedaj je večji del trase že asfaltiran in namenjen pešcem in kolesarjem. Podobne obnove so se pred nedavnim lotili tudi na hrvaški strani.

## Slabosti Porečanke
Porečanka je bila draga oblika prevoza, vendar razmeroma udobna. Zato so si potovanje z njo lahko privoščili le premožnejši sloji, kar je pomenilo, da dobiček ni bil ravno velik. Leta 1903 so bile tarife znižane, a še vedno previsoke glede na nizke dohodke prebivalstva v Istri. Istrski pokrajinski odbor je na Dunaju zahteval še nižje cene, vendar ni dosegel ničesar. Tako je imela Porečanka vsako leto izgube – potnikov in tovora je bilo manj, kot so načrtovali. Da bi krili stroške in izgubo, so višali cene vozovnic, kar pa je še zmanjšalo število potnikov in še povečalo izgubo. Ko je železnica prešla v roke italijanske uprave, so namišljeno razdaljo 153 km, ki je povečevala zaslužek, zamenjali z resnično razdaljo 123 km in uvedli tarifo, ki je bila v uporabi  na vseh državnih železnicah. Vendar ni bilo želenega učinka.
Z železnico so večinoma potovali državni uslužbenci in zaposleni na železnici, ki so imeli večje dohodke kot večina prebivalstva, poleg tega pa so imeli še popust za vozovnice, ter tisti, ki so jim povrnili potne stroške. Tistih, ki so plačevali polno ceno, je bilo zelo malo. Prevoz z vlakom je zaživel le ob raznih kulturnih prireditvah, verskih dogodkih in političnih srečanjih, ker so bile takrat cene vozovnic znižane.
Zadnja leta delovanja sta po Porečanki vozila le še dva vlaka, ki pa sta  vedno vsebovala vsaj dva popolnoma prazna vagona. Porečanka je po 33 letih delovanja, 18 let pod Avstro-ogrsko in 15 let pod Italijo, zaključila svojo nalogo.

## Tehnični podatki
- dolžina: 123 km
- razdalja med tračnicami: 760 mm
- skupno število postaj in postajališč: 35
- najnižja točka: 2 m nadmorske višine (v Trstu, Kopru, Luciji in Poreču)
- najvišja točka: 293 m nadmorske višine (v predoru Kalcini)
- število krivin: 604
- najmanjši krivinski polmer: 60 m
- največji naklon: 28 ‰
- predori: 9, skupna dolžina 1530 m
- mostovi: 11 (najpomembnejše reke, ki jih je proga prečkala: Osapska reka, Rižana, Dragonja in Mirna)
- viadukti: 6
- povprečna hitrost: 25 km/h
- najvišja hitrost: 31 km/h
- število zavojev: 604
- dolžina vagonov: 8,5 m
- trajanje potovanja: 6-7 h

## Potovanje
Zaradi številnih ovinkov in vzponov je bila povprečna hitrost vožnje zgolj 25 km/h, tako je celotno potovanje med Trstom in Porečem skupaj z vsemi postanki trajalo okoli 7 ur. Počasna vožnja je potnikom omogočila, da so lahko vmes skočili z vlaka, da so si odtrgali kašen sadež iz sadovnjakov ob progi ali odtočili (v vagonih namreč ni bilo sanitarij). To so izkoriščali tudi mnogi »slepi potniki«, ki si niso mogli privoščiti ne ravno poceni vozovnic, da so se izognili kontrolam. Včasih je na najbolj strmih odsekih lokomotiva »omagala« in so potniki morali izstopiti ter vlak poriniti. Včasih se je vlak ustavil tudi zato, ker so otroci tračnice premazali s figami in jih je bilo treba pred nadaljevanjem poti očistiti.

## Vozni park
Prvotno so se uporabljale štiriosne parne lokomotive vrste U brez tenderjev. Ker so se vzponi na progi izkazali za prehude, so naročili izdelavo močnejših petosnih lokomotiv vrste P. Le te je kot nekakšne križance med povečano lokomotivo U in lokomotiv iz Bosne skonstruiral Karl Gölsdorf; prve so iz tovarne v Linzu prišle leta 1911. Pod italijansko upravo so uporabljali tudi kopije lokomotiv P, ki so jih v letih 1922 in 1923 izdelali v Reggio Emiliji.

### Lokomotive
Za Porečanko je bila izbrana lokomotiva vrste U. Tovarna Krauss iz Linza je dobavila štiri lokomotive: U20, U21, U22 in U23; v Trst so prispele leta 1902. Zaradi velikega števila voženj so jim leta 1908 dodali še lokomotive U37, U38, U39 in U40. Te so bile izdelane v Siglovi tovarni iz Wiener Neustadta. Vendar niti te lokomotive niso zadoščale zaradi prevelikega prometa. Tako so skonstruirali novo vrsto lokomotiv posebej za Porečanko (tip P), ki so počasi zamenjale vrsto U.
Leta 1903 so poskušali uvesti motorni vlak BCM/s51, ki je bil pravzaprav le en sam potniški vagon s parnim strojem na enem koncu. Ker se to vozilo ni obneslo, so ga že leta 1906 prodali v avstrijski Pinzgau.
Vagoni so bili dolgi 8,5 m. Potniški so imeli po 30 sedežev, lahko so jih osvetlili s petrolejkami, imeli so balkone, ni pa bilo toaletnih prostorov. Uporabljali so se še tovorni (tako odprti kot zaprti) in prtljažni vagoni. Tik pred ukinitvijo proge je bilo v prometu skupno 180 vagonov.

## Postaje
Postaje ob progi so bile zgrajene iz materialov, ki so bili značilni za pokrajino v kateri so se nahajale (les v alpskih deželah, opeka v nižinskih, kamen). Grajene so bile po pravilih, ki so veljala za avstro-ogrske državne železnice. Pri gradnji so upoštevali estetskost in funkcionalnost. Velikost je bila odvisna od pomembnosti in velikosti kraja. Okoli postaje je bil pogosto vrt z okrasnim rastlinjem, kar je še prispevalo k prijetnemu in privlačnemu videzu poslopja. Postaja je vsebovala: stanovanje za postajnega načelnika, urad, blagajno za prodajo vozovnic, vhodno vežo, čakalnico za potnike, sanitarije, pralnico, shrambo. Poleg nje je bila tudi jama, v katero so metali odpadke. Obstajale so postaje treh kategorij. Prva kategorija je imela stanovanja za več uslužbencev železnic, dve čakalnici in sanitarije za potnike. V to kategorijo so sodili: Koper, Lucija in Poreč. Druga kategorija je imela stanovanje samo za načelnika postaje in je bila brez čakalnic – nadomeščala jih je veža. To so bile postaje v Dekanih, Izoli, Sečovljah, Bujah, Grožnjanu, Motovunu, Vižinadi, Labincih in Višnjanu.
V tretjo kategorijo so sodila postajališča, ki so imela le svetilko in napis z imenom kraja. Sem so spadale: Semedela, Milje, Savudrija … V Portorožu so v postajo spremenili  manjšo vilo, ki jo je imela v najemu železniška uprava. Ker je vlak zaradi dolgih vzponov porabil veliko vode za paro, je bilo vzdolž proge več vodnih zbiralnikov (Koper, Trst, Livade, Buje, Poreč …). Vseh postaj na Porečanki je bilo 35. Postaje na Slovenskem ozemlju so bile: Spodnje Škofije, Dekani, Semedela, Koper, Izola, Strunjan, Portorož, Lucija, Sv. Jernej (danes Seča) in Sečovlje.

## Ostanki
Po ugotovitvah hrvaškega društva Parenzana se je do danes ohranilo kar 94 % izvirne trase (utrjeni nasipi, useki, mostovi, viadukti), na katerih bi bilo mogoče obnoviti progo. Ob trasi se je ohranilo še nekaj kilometrskih kamnov z oznako T.P.C. 
Večina poslopij železniških postaj stoji še danes (lucijsko so porušili leta 1995, čakalnica v Semedeli pa je bila porušena že med vojno), preurejene so v stanovanjske hiše, poslovne prostore, delavnice ali skladišča. Na pobudo domačinov in aktivistov je prenovljena nekdanja postaja v Sečovljah. Na »savudrijski« postaji v Valici je še danes napis Salvore. 
Ohranjeni so še vsi predori. V nekaterih so gojili gobe, druge pa so pešci in kolesarji uporabljali kot »bližnjico«. Verjetno najbolj znan od predorov Porečanke je predor Valeta med Strunjanom in Portorožem, ki je od vseh najdaljši.
Večina prvotnih lokomotiv U je bila po umiku iz prometa razrezana v staro železo. Ohranila se lokomotiva U-37, ki so jo najprej prodali avstrijski železnici med Weizem, Birkfeldom in Rattnom, med 1. svetovno vojno je prišla na neko gozdno železnico v Bosni, nato pa so jo uporabljali v busovaški opekarni, dokler je niso po »upokojitvi« prepeljali v Koper in razstavili pred novo železniško postajo. Razstavljeni vagoni poleg te lokomotive so prišli iz Bosne in niso nikoli vozili po Porečanki. Druga od ohranjenih lokomotiv tipa U, U-40, še danes vozi po avstrijski železnici Murtalbahn. 
Izmed lokomotiv tipa P sta se ohranili dve. P-7 je danes ohranjena v milanskem tehniškem muzeju, P-4 pa je med 2. svetovno vojno prišla na proge Bosne in Srbije. Nazadnje je vozila v okolici Čačka. Leta 2002 so blizu izolske bencinske črpalke razstavili še lokomotivo P-3, ki sicer ni nikoli vozila po Porečanki. ljubljanski Železniški muzej je pred leti z zamenjavo iz Avstrije pridobil še eno lokomotivo tipa P, ki so jo po 1. svetovni vojni izdelali iz delov, iz katerih bi morali izdelati in dobaviti dodatne lokomotive za Porečanko.

## Kolesarska povezava
Parenzana - pot zdravja in prijateljstva je kolesarska povezava treh dežel Italije, Slovenije in Hrvaške in je speljana po opuščeni trasi železniške proge. Tudi po Sloveniji pot označujejo table z italijanskim napisom 'Parenzana', manjka pa slovenski napis 'Porečanka', 'Poreška proga' ali 'Istrska železnica'. V Sloveniji povezuje tri istrske občine: Koper, Izolo in Piran. Občine Koper, Izola in Piran so v letu 2000 podpisale pismo o nameri z Italijo in Hrvaško o vzpostavitvi kolesarske povezave in leta 2002 je bil slovenski del v celoti prevozen, zgrajeni in označeni so bili tudi krajši odseki samostojnih kolesarskih poti, na mestih kjer ostankov proge več ni. 
Po Sloveniji poteka od Škofij, na Srminu z novim nadvozom prečka avtocesto A1 in se nadaljuje vse do Lucije. Pri Sečovljah prečka mejo s Hrvaško, ki je svoj del v glavnem tudi že usposobila (otvoritev je bila leta 2011).